# Les Deux Aveugles
Pour les articles homonymes, voir Les Deux Aveugles (homonymie).
 (décembre 2023).
Si vous disposez d'ouvrages ou d'articles de référence ou si vous connaissez des sites web de qualité traitant du thème abordé ici, merci de compléter l'article en donnant les références utiles à sa vérifiabilité et en les liant à la section « Notes et références ».
Personnages
- Giraffier (ténor)
- Patachon (ténor)

Les Deux Aveugles est une « bouffonnerie musicale » en un acte de Jacques Offenbach, sur un livret de Jules Moinaux, créée le 5 juillet 1855 au Bouffes-Parisiens des Champs-Élysées.
L'argument en est simple : Patachon  et Giraffier, deux faux aveugles, se disputent le privilège d'un pont à Paris pour y faire leur quête.

## Historique
Créé pour l'inauguration des premiers Bouffes-Parisiens d'été, qui se situent alors au Carré Marigny des Champs-Elysées et dont le transfert définitif se fera en décembre de la même année au passage Choiseul, Les Deux Aveugles est une satire des « pauvres nécessiteux » qui pullulent alors dans toute la capitale. Ces deux faux aveugles mentent en se faisant passer pour ce qu'ils ne sont pas : pour eux, c'est un métier. C'est ce qui fait la force de ce livret qui, malgré des répliques fortement datées parfois, reste encore fort actuel. 
La pièce compte seulement deux personnages. La loi interdit en effet formellement à Offenbach de présenter des ouvrages en plusieurs actes, d'utiliser des chœurs et surtout plus de 3 personnages parlés et chantés. Offenbach obtiendra l'élargissement du privilège en 1857 grâce à la bienveillante protection du duc de Morny, demi-frère de Napoléon III avec qui Offenbach écrira Monsieur Choufleuri en 1861 : c'est en effet lui le fameux Saint-Rémy mentionné comme deuxième compositeur (et non comme librettiste, noté X) sur la partition. Morny sera aussi le parrain d'Auguste Offenbach, le fils de Jacques né en 1862.

## Analyse musicale

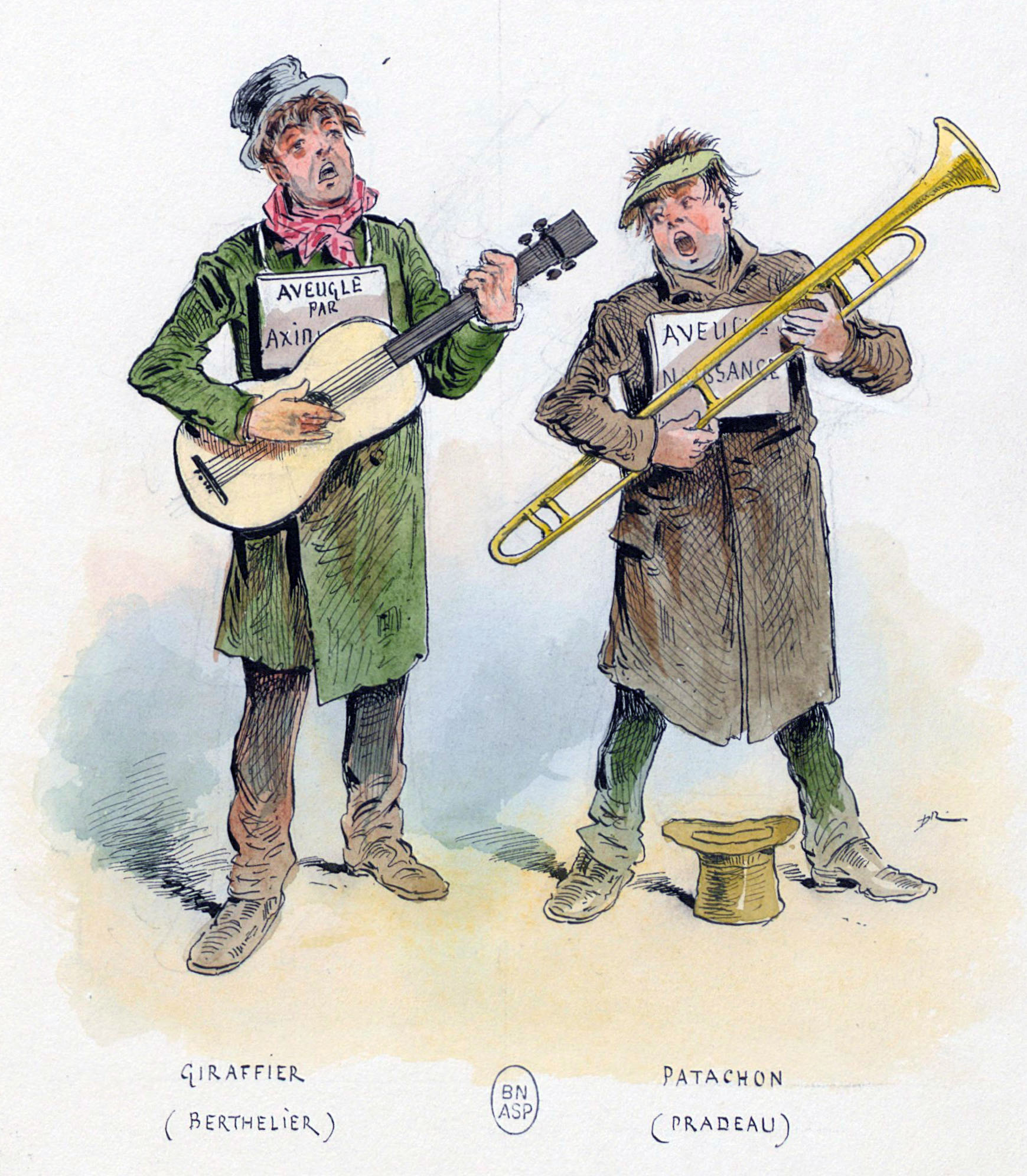
Berthelier et Pradeau dans les Deux Aveugles par Draner.

La partition contient des germes du génie bouffon d'Offenbach qui déferlera sur le théâtre qu'il vient de créer. L'ouvrage, joué plus de 300 fois, sera repris jusqu'au palais de l'Empereur et fera les beaux soirs des Bouffes. Elle est très courte : 4 numéros seulement, dont le final. Après une ouverture très développée (reprenant les thèmes des nos 2 et 3), nous voici sur un pont à Paris. Le n° 1 est une parodie de romance, complainte burlesque sur les malheurs de l'aveugle et où les ponctuations du trombone, joué par le personnage coupant les mots en plein milieu, témoignent de l'ironie dont Offenbach sait faire preuve (les deux faux aveugles sont musiciens : Patachon joue du trombone et Giraffier de la guitare). On y trouve aussi les prémices du fameux « Roi barbu qui s'avance, -bu qui s'avance » de La Belle Hélène (1864) dans le « Faux né-, faux né-cessiteux » de ce no 1.
Le no 2 est une bataille en musique entre Giraffier et Patachon, le premier chantant une seconde romance empesée et en mineur (Justinien, ce monstre odieux), le second un air de pastourelle très joyeux (Sur le pré fleuri) en majeur. Offenbach, habilement, expose les deux thèmes séparément, puis les fait s'entrecouper (pour un effet comique de contraste des plus puissants) et va jusqu'à les superposer.
Le no 3 est le « clou » de la partition : le boléro, qui deviendra très vite célèbre et portera cette forme musicale, bien avant le « galop » rendu célèbre par Orphée aux Enfers, au rang de morceau obligé dans les premiers actes du Maître (on pense au boléro de Tromb-al-ca-zar ou à celui, inédit et introuvable, de Madame Papillon). C'est un duo entre Giraffier (qui chante majoritairement) et Patachon, où les deux tentent d'amadouer un passant en se surpassant, tout comme dans le duo précédent.
Le no 4 est un final parodiant – avec citation textuelle – Robert le Diable de Giacomo Meyerbeer (1836).. Les paroles en sont marmonnées et sont une invocation aux divinités pour remporter la partie de carte qui donnera le privilège du pont à l'un des aveugles. Un mélodrame accompagne la partie de carte, les aveugles se battent au moment où un nouveau passant vient à traverser le pont puis s'enchaîne une reprise du boléro (no 3). Le rideau tombe.

## Distribution de la création
| Rôle      | Typologie vocale | Création, 5 juillet 1855 (Chef d'orchestre : Jacques Offenbach) | Version révisée, 28 mai 1858 (Chef d'orchestre : Giannini) |
| --------- | ---------------- | --------------------------------------------------------------- | ---------------------------------------------------------- |
| Giraffier | ténor            | Jean-François Berthelier                                        | Jean-François Berthelier                                   |
| Patachon  | ténor            | Étienne Pradeau                                                 | Sainte-Foy                                                 |